# El Presidente (film, 2012)
Pour les articles homonymes, voir El Presidente.
Pour plus de détails, voir Fiche technique et Distribution.
El Presidente est un film philippin de Mark Meily sorti en 2012. Il s'agit d'un film historique et biographique retraçant la vie d'Emilio Aguinaldo, l'un des meneurs de la révolution philippine et le premier président de la République des Philippines de 1898 à 1901. L'œuvre a été acclamée aux Philippines et y a reçu de nombreuses récompenses.

## Distribution
- E.R. Ejercito Estregan : général Emilio Aguinaldo
- Nora Aunor : Maria Agoncillo
- Christopher de Leon : général Antonio Luna
- Cesar Montano : Andrés Bonifacio
- Cristine Reyes : Hilaria Aguinaldo
- Felix Roco : Gregorio del Pilar
- Jenny Javier : Delfina Herbosa de Natividad
- Sunshine Cruz : Gregoria de Jesús